# Thoriosa spinivulva
Thoriosa spinivulva là một loài nhện trong họ Ctenidae.
Loài này thuộc chi Thoriosa. Thoriosa spinivulva được Eugène Simon miêu tả năm 1910.